# Пам'ятки монументального мистецтва Решетилівського району
У Решетилівському районі Полтавської області нараховується 4 пам'ятки монументального мистецтва.
Інші були демонтовані в рамках декомунізації.
| # | назва                                                                            | адреса                                 |
| - | -------------------------------------------------------------------------------- | -------------------------------------- |
| 1 | Пам'ятник-бюст Т. Г. Шевченку                                                    | смт Решетилівка, біля будинку культури |
| 2 | Пам'ятник-бюст піонеру-герою Альоші Василенку, розстріляному фашистами у 1943 р. | смт Решетилівка, центр                 |
| 3 | Пам'ятник-бюст Т. Г. Шевченку                                                    | с. Лиман Другий                        |